# Wilhelm Johannes
Wilhelm Johannes (* 26. März 1936; † 18. Juni 2022) war ein deutscher Mineraloge.

## Leben
Er promovierte am 1. Dezember 1963 in Marburg und war von 1964 bis 1970 Oberassistent in Göttingen. Nach der Habilitation am 14. Februar 1969 an der Universität Göttingen 1970 folgte er einem Ruf an das Institut für Mineralogie der damals noch Technischen Universität Hannover (Professor für Petrographie und Lagerstättenkunde). 2001 ging er in Pension.

## Schriften (Auswahl)
- Auflösung und Transport von Quarz und Feldspäten unter hydrothermalen Bedingungen im Temperaturgefälle. 1963, OCLC 250860677.
- mit François Holtz: Petrogenesis and experimental petrology of granitic rocks. Berlin 1996, ISBN 3-540-60416-2.